# Theudoria melanocnemis
Theudoria melanocnemis är en insektsart som först beskrevs av Carl Stål 1861.  Theudoria melanocnemis ingår i släktet Theudoria och familjen vårtbitare. Inga underarter finns listade i Catalogue of Life.